# Joseph Polossifakis
Joseph Polossifakis (n. 21 august 1990, Montréal, Québec) este un scrimer canadian specializat pe sabie, campion panamerican în 2012.

## Carieră
S-a născut într-o familie de origine greacă. S-a apucat de scrimă la vârsta de 12 ani în scoala secundară „Jean-de-Brebeuf” din Montréal, unde acest sport este o instituție. A fost format de antrenorul Jean-Marie Banos.
S-a alăturat lotului național a Canadei în 2009. A cucerit o medalie de bronz la individual și medalia de argint pe echipe la Jocurile Panamericane din 2011. În același sezon a devenit primul sabrer canadian să ajunge în sfeturi de finală la un Grand Prix. Cu toate acesta, nu a putut să se califice la Jocurile Olimpice din 2012 de la Londra, fiind depasit de conaționalul său Philippe Beaudry. Foarte dezamăgit, a fost aproape să-și încheie cariera sportivă. S-a consolat în același an cu titlul panamerican, după ce a trecut în finală de americanul Jeff Spear.
În iunie 2014 a absolvit Universitatea McGill cu o diplomă în comerț internațional și a început să se antreneze cu normă întreagă. Totuși, un antrenament de box puțin controlat l-a lăsat cu o comoție cerebrală. Apoi a suferit o tumoare la picior, o hernie discală și un ligament rupt la genunchi. S-a întors la antrenament în martie 2015. S-a clasat pe locul 5 la Campionatul Panamerican, apoi a ajuns în sferturile de finală la Grand Prix-ul de la Moscova. A obținut medalia de argint la Jocurile Panamericane de la Toronto.  În cele din urmă s-a calificat la Jocurile Olimpice de vară din 2016 de la Rio de Janeiro, fiind unul din cei doi mai bine clasați din zona Americi.

## Palmares
Clasamentul la Cupa Mondială
| An  | 2009 | 2010 | 2011 | 2012 | 2013 | 2014 | 2015 |
| --- | ---- | ---- | ---- | ---- | ---- | ---- | ---- |
| Loc | 45   | 55   | 36   | 23   | 24   | 72   | 27   |

## Legături externe
- fr  Prezentare la Comitetul Olimpic din Canada
- fr  en  Prezentare la Federația Canadiană de Scrimă